# Procès anti-monopole contre IBM des années 1960 et 1970
Les procès anti-monopole contre IBM des années 1960 et 1970 voient le géant mondial de l'informatique lourdement condamné à indemniser un concurrent en 1973, ce qui fait chuter son action de 27 % à Wall Street en une journée, alors qu'il est poursuivi par une douzaine d'autres plaignants, l'obligeant à transiger avec plusieurs d'entre eux, parmi lesquels Control Data Corporation, spécialiste des supercalculateurs, passé à l'offensive dès mars 1968 et qui obtient, en 1973 aussi, un accord extrêmement favorable. 
Le plaignant le plus important est l'État américain, à partir de janvier 1969. Il réclame dès 1972 un éclatement d'IBM en plusieurs sociétés, pour diminuer son pouvoir sur les marchés, jugé excessif. Washington y renonce finalement une dizaine d'années plus tard, la longue procédure ayant amené IBM à adopter progressivement une stratégie moins agressive, d'abord en acceptant très tôt de facturer séparément les logiciels et les matériels, puis en laissant au tournant des années 1980 Intel et Microsoft régner à leur tour sur deux marchés naissants, les logiciels et processeurs pour les microordinateurs. 

## Années 1960

### Percées de Control Data et Scientific Data Systems
Control Data, créé en 1957 et star de Wall Street dès l'année suivante, s'implante en France, en ciblant rapidement le marché du calcul scientifique, via un partenariat avec la SEMA, mais se retrouve à court d'argent en 1966 après une croissance très rapide, alors qu'elle doit renouveler ses calculateurs moyens, négligés lors des efforts considérables pour le très gros calculateur « Star », qui concurrence l'IBM Stretch.
Scientific Data Systems, créé en 1961 pour des ordinateurs plus petits et meilleurs marché qu'IBM, plus centrés sur les circuits intégrés, propose lui des versions sans logiciel, permettant à chacun d'y installer le sien, avec une transparence des coûts. Le Sigma 7 de 1966 est ainsi utilisé par la CII française pour cumuler informatique scientifique, de gestion et de contrôle industriel. SDS augmente ses ventes de 7 à 100 millions de dollars entre 1964 et 1969, après l'embauche de son directeur du marketing Dan McGurk, qui devient ensuite PDG, venu de Scantlin Electronics, qui avait lancé en 1960 le réseau d'information boursière Quotron, ancêtre du Nasdaq. Il fonde la Computer Industry Association en 1972, avec 7 puis 34 entreprises à la posture anti-IBM et anti-ATT. Selon lui, le premier n'étant « plus intouchable », cela « doit donner du courage à toute l’industrie » informatique. Il a soutenu activement Telex Corporation dans son action antitrust contre IBM, battu pour la première fois en justice le 23 septembre 1973, en plaidant pour un éclatement d'IBM en sept sociétés.
IBM est accusé d'écraser ses concurrents et de « tenir ses clients prisonniers » car contraints à faire de lui « l'unique fournisseur, tant pour le matériel, que pour les logiciels ou les prestations de services ». Les procès intentés par plusieurs sociétés américaines contre IBM, se référant à la loi antitrust,,, démarrent alors dès le début de 1968.

### 1965, la première demande de brevet sur un logiciel
Martin Goetz est le premier développeur de l'histoire à déposer un brevet, en avril 1965, pour logiciel Autoflow, développé en 1964 chez Applied Data Research et permettant de créer un diagramme de flux pour d'autres programmes informatiques et ainsi mesurer leur occupation de la machine et leur degré de priorité. 
Il s'agit alors pour ADR de se protéger d'IBM qui le voulait gratuitement pour ses clients. Demandé en 1965, le brevet ne sera obtenu qu'au printemps 1968, année où ADR fait d’importants investissements dans de nouveaux logiciels et entre en Bourse.
RCA et d’autres fabricants d’ordinateurs n'ont pas souhaité donner de licence à Autoflow, et Martin Goetz l'a alors commercialisé directement, créant un autre précédent: le premier logiciel vendu comme produit autonome. 
Les entreprises utilisant le RCA 501 n'étant que quelques centaines, beaucoup moins que les utilisateurs de l’IBM 1401, ADR l'a en 1965 réécrit pour cet ordinateur et l'a proposé aux clients d'IBM, estimant que le marché informatique était mûr pour le diagramme de flux d'Autoflow, selon le témoignage de Luanne Johnson. Autoflow a rapidement un concurrent, sous la forme d'un logiciel jugé très inférieur d’IBM, dont la politique de prix et les promesses d’améliorations futures ont découragé les clients d'acheter Autoflow, une des raisons pour lesquelles ADR a demandé dès 1965 et obtenu trois ans après un brevet.

### Janvier 1968, l'anti-trust et Ralph Nader font reculer ITT
Au même moment, le conglomérat International Telephone and Telegraph (ITT) devient la cible de la commission de contrôle anti-trust chargée de contrôler la loi américaine anti-trust qui interdit la fusion de deux activités du même secteur lorsque celle-ci aboutit à une situation de monopole car en 1965, il a initié des négociations avec l'American Broadcasting Company (ABC), troisième réseau de télévision des États-Unis, l'idée d'une fusion remontant déjà à 1951. Ce projet de fusion devient alors le terrain où partisans et adversaires des conglomérats s'affrontent. Il est dénoncé par le chef de la division antitrust Donald F. Turner et la figure de proue des droits du consommateur Ralph Nader, qui le 1er janvier 1968 obtiennent l'abandon du projet de fusion, amenant ITT à liquider toutes ses positions dans la télédiffusion, en cédant en particulier Cablevision, pour préférer une politique de diversification.

### La procédure lancée par Control Data en mars 1968
La poursuite de Control Data contre IBM, pour l'équivalent d'un abus de position dominante, est déclenchée dès mars 1968 et l'accuse d’avoir enfreint les lois antitrust depuis le milieu des années 1960. Dix mois après, elle est suivie d'une autre poursuite contre IBM, celle du gouvernement américain. A son tour, IBM contre-accusera, à partir de 1971, Control Data de violations similaires.
Ce procès intenté contre IBM, sera le premier d'une longue série, qui dura jusqu'aux années 1980.
Dès le début, Control Data est associé à aussi des sociétés de leasing, qui achètent des ordinateurs à IBM pour les louer ensuite à divers utilisateurs, comme Data Processing and Financial General, qui reprochent à IBM de ne pas fournir à leurs utilisateurs les mêmes services qu' à ses clients directs, procédures dont Le Monde du 28 janvier 1969 se fait l'écho.
A l'époque, IBM constitue un vaste « empire », qui contrôle 70 % du marché mondial de l’informatique et réalise près de 11 milliards de dollars de chiffre d’affaires par an, dégageant 1,57 milliard de dollars de bénéfice net annuel. Control Data, basée à Minneapolis, constituait alors le cinquième fabricant d’ordinateurs américain avec environ au total 4,5 % de la valeur installée des équipements de traitement de données aux États-Unis. Au cours des premières années de la décennie, il avait mis l’accent sur le segment des services, avec sa propre organisation appelée Cybernet.

### Réaction d'IBM en décembre 1968
Réagissant rapidement, dès décembre 1968, IBM suggère qu'à partir du 1er juillet il va facturer séparément le prix du matériel et celui du logiciel, et donc ne plus tout vendre en un seul paquet ses prestations, en réponse aux accusations d'utiliser la facturation liée pour défendre son quasi-monopole sur plusieurs marchés. Cette décision de séparation, dite d'unbundling (en), a été annoncée d'abord pour les États-Unis en juin 1969, va se révéler porteuse de grandes transformations, et va ouvrir le marché des logiciels et de l'assistance technique.
Au même moment, CDC s'est rapprochée de la CII, constructeur informatique français, en raison d'intérêts communs face à IBM, notamment en matière de disques magnétiques, selon l'historien Pierre-Éric Mounier-Kuhn, implantant en 1968 une usine européenne à Ferney-Voltaire, ville de la frontière franco-suisse, tentant une diversification dans presque toutes les branches de l'informatique.

### Janvier 1969, plainte du gouvernement américain
Le 18 janvier 1969, le département d'État de la justice a intenté, auprès d'un tribunal fédéral de New-York, un procès à son tour à IBM, qu'il accuse d'avoir violé la législation antitrust et de monopoliser l'industrie des ordinateurs numériques à utilisation générale. La poursuite du gouvernement américain contre IBM, l’une des plus importantes actions antitrust de l'histoire, s’appuie fortement sur les renseignements obtenus par Control Data.
Outre la poursuite intentée par le gouvernement, IBM fait alors déjà face à d'autres d’actions antitrust intentées, la plus importante étant la plainte de Control Data. Parmi les autres les poursuites, celles entamées en avril 1969 par deux petites entreprises américaines spécialisées dans le logiciel, Applied Data Research et Programmatics, en se fondant elles aussi sur la législation anti-trust, contre le même IBM.
Mais entre-temps, l'administration a changé à Washington : la nouvelle, républicaine, est plus favorable aux géants comme IBM et ses ingénieurs en strict costume qu'aux hippies de la Silicon Valley, après la victoire surprise du républicain Richard Nixon à l'élection présidentielle américaine de novembre 1968, qui bat Hubert Humphrey par seulement 0,60 point d'écart, alors que lors de la précédente, l'élection présidentielle américaine de 1964, le démocrate Lyndon Johnson avait balayé Barry Goldwater par 22,55 points d'écart, le deuxième plus important de l'histoire. 
Jusqu'à ce résultat électoral inattendu, la commission de contrôle anti-trust chargée de contrôler la loi américaine anti-trust et combattre les situations d'abus ou de monopole s'était montrée offensive, notamment en janvier 1968 quand elle avait, avec le concours de l'avocat progressiste  Ralph Nader  réussi à faire reculer ITT, ouvrant la voie en mars 1968 à la procédure lancée par Control Data contre IBM.

## Années 1970

### La transaction d'août 1970 avec deux éditeurs de logiciel
Deux sociétés américaines retirent leur plainte contre IBM à l'été 1970. Il s'agit des éditeurs de logiciel Applied Data Research (ADR) et Programmatics, qui font savoir par un communiqué commun qu'IBM rembourse ADR au nom des deux plaignants, « de certains coûts résultant des problèmes soulevés ». Selon Le Monde, la somme
s'élève à 1,4 million de dollars, en plus d'un marché de 600 000 dollars sur trois ans pour la fourniture d'un programme Autoflow. Dès 1968, ils avaient engagé un procès « de principe » visant à obtenir la facturation séparée du logiciel, qu'IBM livrait gratuitement aux clients. L'autre procès émanait de Programmatics en avril 1969 car il avait développé un programme de tri, Pisort, améliorant le programme similaire fourni par IBM qui réagit en annonçant un nouveau programme de tri, mais ne le fit que quinze mois après, cette annonce ayant mis entre temps Programmatics en difficultés, menant à son rachat par ADR. IBM a gagné la première de ces poursuites qui ont été portées devant les tribunaux lorsqu’un juge fédéral à Phoenix, Arizona, a rejeté une action intentée par la Greyhound Computer Corporation sans même attendre d’entendre la défense du géant informatique. Mais Xerox et Howard Levin, président d'une société de location d'ordinateurs se plaignent à leur tour, le second d'avoir été contraint à acheter des programmes et des services que sa société aurait préféré louer, ce qui porte à six le nombre des actions en justice contre IBM.

### Avril 1971, IBM contre-attaque face à ICL, CII et Control Data
Un nouveau rebondissement se produit le 24 avril 1971 quand IBM décide de contre-attaquer en s'en prenant au constructeur de grands ordinateurs Control Data, qui l'avait attaqué en 1968, bien qu'il ne détienne qu'un faible pourcentage du marché informatique (moins de 5 %). Le Monde observe alors que l'affaire déborde le cadre des Etats-Unis, car IBM accuse Control Data, entre autres, de constituer un cartel avec International Computers Limited, principal constructeur britannique d'ordinateurs, et avec la Compagnie internationale pour l'informatique, responsable de l'exécution du plan Calcul français. Bertrand Imbert, le directeur de Control Data France de 1970 à 1975, avait été second de Michel Barré, président de CII, lorsque ce dernier avait dirigé la mission polaire en Terre-Adélie, de 1950 à 1952. Ce cartel aurait été fondé en 1968, dans le consortium européen Multinational Data, basé à Bruxelles.
Ce club mis sur pied par les trois compagnies est concrétisé par la société commune Multinational Data, basée à Bruxelles, dans le but de définir des normes communes pour les matériels à venir, différentes de celles d'IBM, avec des constructeurs européens souvent soutenus par leurs gouvernements respectifs. 
IBM accuse alors Control Data d'avoir sollicités cinq constructeurs américains, huit européens et trois japonais, ainsi que plus de treize gouvernements.
Le géant américain, après avoir d'abord tenté de s'adapter en termes de stratégie, mobilise alors toute une armée de juristes, menée par Nicholas Katzenbach, procureur général des États-Unis entre 1965 et 1968 dans l'administration du président Lyndon B. Johnson, poste équivalent à celui de ministre de la justice américain. Entrent alors en scène 200 avocats et une équipe de 55 juristes payés par le groupe, avec des dizaines de millions de dollars de frais.
Mais Control Data renonce cependant à aller trop loin, craignant qu'IBM ne s'en serve contre lui dans le cadre de leur conflit juridique. Control Data se borne alors à inscrire à son catalogue l'Iris 60 de la CII.

### Juin 1972, deux associations d'entreprises se forment
IBM est visé par les deux associations d'entreprises, qui se forment en 1972, toutes les deux dirigée par des figures de la hi-tech américaines qui ont eu maille à partir avec le géant de l'informatique les années précédentes. 
Dan McGurk, PDG de Scientific Data Systems avait concurrencé IBM par des machines meilleur marché et centrées sur le recours au silicium, proposant aux clients de se fournir eux-mêmes pour une partie du logiciel. Il quitte son poste en octobre 1970 alors que son nouvel actionnaire, Xerox, tentait une diversification vers l'informatique de gestion. Approché par un groupe d'amis de longue date devenus dirigeants d’entreprises fabriquant des équipements périphériques informatiques tels que des platines à bandes et des mémoires pour les machines principales de traitement de données, qui lui expliquent qu'ils sont en train de se faire « dévorer vivants » par IBM et lui demandent de créer une organisation pour représenter leurs intérêts et ceux d’autres entreprises informatiques.
Il fonde alors le 28 juin 1972 la Computer Industry Association, avec 7 entreprises, l'effectif montant ensuite à 34 entreprises générant un chiffre d’affaires annuel global de 1,5 milliard de dollars puis à 40 membres représentent une composition équilibré, avec une demi-douzaine de secteurs différents, cinq sociétés de logiciels, et même une société de miniordinateurs et des fabricants de mémoire. Leur point commune est la « posture anti-IBM » et anti-ATT.
Une Software Industry Association est créée la même année, en 1972, avec 7 ou 8 éditeurs et l'aide de l'Association of Data Processing Service Organizations (ADAPSO), fondée elle en 1962. 
La SIA demande une scission horizontale d'IBM, qui regrouperait toutes ses activités logicielles dans une société distincte, pour que ce dernier ne puisse pas faire pression pour empêcher un choix d'un autre logiciel,,. 
Elle est présidée l'année suivante par Martin Goetz, qui avait été le premier homme à déposer un brevet pour un logiciel, en avril 1965, à la suite des tentatives d'IBM de disqualifier son logiciel Autoflow.

### Octobre 1972, Washington réclame une scission
En 1972, dans son mémoire, le ministère de la Justice américain a déclaré qu’il réclame une scission, conçue pour dissiper l’énorme pouvoir de marché de la structure actuelle de fabrication et de commercialisation d’ordinateurs de IBM. Selon lui, les nouvelles sociétés qui seraient créées à la suite de cette scission devraient être en mesure de rivaliser avec succès sur les marchés nationaux et internationaux. Le gouvernement a précisé cependant dans ce mémoire qu'il faut procéder à une analyse plus approfondie et plus détaillée des marchés qu'IBM aurait monopolisés.
L’affaire est considérée comme la plus importante action antitrust depuis 1911, date à laquelle la Standard Oil Company a été scindée de force et elle est politiquement sensible, le président Richard Nixon l'héritant du prédécesseur Lyndon Johnson. L’administration Nixon avait en particulier été accusée de favoritisme envers les grandes entreprises, notamment dans sa gestion des accusations antitrust contre ITT.
Malgré son attitude combative, IBM est de plus en plus fragilisé par ce procès antitrust et obligé de s’accommoder de la concurrence « parasitaire » apparue dans les grands systèmes, après cette décision d'accepter de vendre ou louer ses logiciels aux clients qui en faisaient la demande .

### Janvier 1973, grosse transaction avec Control Data
Control Data Corporation remporta l'affrontement par avocats interposés, forçant IBM à transiger sur une indemnité de 80 000 000 $. William Noris, le patron de Control Data, voit son groupe empocher, le 13 janvier 1973, 15 millions de dollars et surtout acquérir pour seulement 16 millions de dollars le service bureau d’IBM, dont la valeur était pourtant estimée par certains à 60 millions de dollars, le prix du silence pour mettre fin à une action en justice qui écornait singulièrement le prestige d'IBM.
Quand Control Data a signé cet accord antitrust avec IBM, le texte a stipulé qu'il ne devait pas être autorisé à rejoindre la CIA. Par ailleurs, les poursuites lancées en 1971 par IBM contre Control Data cessent.
Une date de procès, le 5 novembre 1973, avait été fixée pour l’affaire devant la cour fédérale du Minnesota, mais cette audience sera évitée par la transaction annoncée début 1973, qui a surpris de nombreux observateurs de l’industrie informatique, selon le quotidien américain New York Times , en partie à cause de la vive opposition à la domination d'IBM qu'avait toujours affichée le président de Control Data. « J’imagine que Bill Norris a décidé de laisser sa tête dominer son cœur », a commenté dans le journal un expert anonyme.
Ce Service Bureau Corporation d’IBM (SBC) assurait des prestations de service pour des PME avec ses propres ordinateurs. Il comptait environ 40 bureaux aux États-Unis. Moyennant l'abandon des poursuites, Control Data fait une bonne affaire. Elle acquiert pour un montant de 16 millions de dollars Service Bureau Corp., une filiale d'IBM qui fait du traitement de données et vend du temps de calcul sur ses ordinateurs. Les experts de Wall Street estiment la valeur réelle du Service Bureau à 60 millions de dollars. En outre, IBM devra recourir aux services du Bureau pour les cinq années à venir, renoncer au marché des services aux États-Unis pendant six ans et rembourser 15 millions de dollars de frais de justice à Control Data.
Coût total pour IBM : au moins 80 millions de dollars. Service Bureau avait été créé en 1956, avec déjà une discussion avec le ministère de la Justice qui exigeait que le traitement des données d’autres personnes par une entreprise informatique géante soit traité par une filiale distincte. Il opérait de nombreux centres de services, devenus des lieux d'opérations en temps partagé, avec des clients connectés par un terminal distant à l'ordinateur central, via des lignes de communication.
William Norris, président de Control Data a réagi en estimant que « cet audacieux procès est l'une des meilleures décisions de notre histoire » et dit avoir « constaté que les pressions commerciales » d'IBM « ont considérablement diminué ».
David R. Caplan, analyste du courtier Auerback, Pollak et Richardson y a vu « un plus pour les deux parties », en retirant « une grosse épine du pied » à IBM et en offrant Control Data « un très bon marché », celui du Service Bureau. Ce dernier pourrait être mieux placé, une fois aux mains de Control Data qui ne sera plus soumis aux contraintes du décret d’agrément de 1956, taillé sur mesure contre IBM, a estimé le journal spécialisé EDP Peacock Industry Report.

### Septembre 1973, IBM lourdement condamné face à Telex
Le 18 septembre 1973, la justice estime IBM coupable dans une autre poursuite antitrust importante et le condamne à payer au plaignant, Telex, un montant record de 352,5 millions de dollars. Il est triplé par rapport à l'estimations celui du dommage causé, qui inclut 70 millions de dollars pour pertes de marché. Dès l'annonce de l'énorme montant, sa capitalisation boursière, l'une des plus grosses de Wall Street, est brutalement amputée de plus d'un quart, celle de Telex double immédiatement. En deux jours, l'actions Télex a augmenté de 85 % et celle d'IBM chuté de près de 40 %. La perte pour les actionnaires, au cours de ces deux jours, est d’un milliard de dollars supérieur au total des ventes des 18 plus grandes entreprises américaines.
Le président de Telex, Stephen Jatras, se déclare très satisfait de la décision, et d'autres fabricants de matériels élecriques n’ont pas tardé à exprimer leurs propres souhaits d'amener IBM devant les tribunaux. Jack Biddle, directeur exécutif de la Computer Industry Association, cité dans Business Week annonce que pas moins de 40 entreprises sont prêtes aussi à aller en justice.
Seul équivalent historique, la décision de la justice en 1967 sur le Carterfone, que Thomas Carter a commencé à vendre en 1959, avant de poursuivre le géant du téléphone AT&T pour des raisons antitrust.

### Les audiences de 1975
Le procès opposant IBM au gouvernement s'ouvre à New-York le 19 mai 1975 . S'appuyant sur un dossier de plus de trois cents pages, le département de la justice demande qu'IBM soit séparé en plusieurs sociétés indépendantes et concurrentes car il a utilisé des méthodes déloyales pour s'approprier des marchés et éliminer des concurrents. Le juge Edelstein doit statuer sans jurés et son verdict n'est pas attendu avant environ deux ans et fera selon la presse vraisemblablement, jurisprudence pour les autres actions antitrust, notamment celle lancée contre le géant du téléphone ATT, qui aboutira elle à une scission en 1982.

## Années 1980

### Abandon de la procédure côté américain
La nébuleuse de procès s'achève au début des années 80, alors qu'IBM était toujours le « maître incontesté de l'informatique », même s'il a de nouveau souffert au cours de cette épreuve, à la fin d'un procès à rallonge, qui a occasionné treize années de procédures et 66 millions de pages produites par les avocats de la défense. 
Mais le procès antitrust ouvert en 1969 a été abandonné au début de l'année 1982 par la Justice pour « manque de mérite », et sans qu'aucune sanction n'ait été prononcée contre IBM, car le géant informatique américain a entre-temps « perdu de sa superbe », ce qui est en grande partie lié aux déboires juridiques.

### Soutien de l'administration Reagan face à l'Europe
L'administration Reagan se dit même ensuite « prête à apporter son appui » à IBM, selon le Washington Post, pour se défendre contre les accusations d'« abus de position dominante » dans les moyens et gros ordinateurs, lancées en décembre 1980 par l'Union européenne, qui avait cependant vu rejeté en novembre 1981 son recours devant la Cour de justice européenne. Selon le Washington Post,des fonctionnaires américains ont à cette période reçu pour mission d'expliquer aux responsables européens que leur plainte « menaçait les règles du commerce international » et la « capacité concurrentielle des sociétés d'informatique américaines ».

### L'autre grand procès, contre le géant du téléphone
Au début de la même année 1982, la scission du système Bell avait été ordonnée le 8 janvier 1982 par un consentement convenu prévoyant qu'AT&T Corporation renoncerait, comme l'avait initialement proposé AT&T, au contrôle des compagnies exploitantes de Bell qui fournissaient le service téléphonique local aux États-Unis et au Canada. Cette décision a mis fin au monopole du système de Bell et l'a scindé en des sociétés distinctes, à la suite du dépôt en 1974 par le département de la Justice des États-Unis d'un procès antitrust contre AT&T.

## Analyse
Au cours de ces treize ans de procédure contre IBM, chaque décision quotidienne d'IBM tenait compte des conséquences potentielles qu'elle pourrait avoir sur l'issue du procès en cours avec le ministère de la justice américain. Pour de nombreux historiens, celle de confier en 1979 à un très jeune éditeur de logiciels, Microsoft, le soin d'écrire le système d'exploitation pour des micro-ordinateurs, vient de la peur des juges. 
Vers la même époque, et même si la justice n'a rien imposé non plus dans ce domaine, l'électronicien californien Intel est chargé par IBM de concevoir les microprocesseurs des microordinateurs, et ainsi le géant américain délègue pour la première fois.
Microsoft sera à son tour, deux décennies après IBM, confronté au département américain de la justice, qui en 1999 a retenu contre lui quatre violations de la loi américaine anti-trust, au terme d'une enquête lancée dès septembre 1995, concernant le maintien de son monopole sur les systèmes d'exploitation de manière illégale, et la tentative d'étendre cette position dominante sur les logiciels de navigation, avec Internet explorer, dans un conflit l'opposant aussi à la société Netscape, fabricante de Navigator. Netscape, AOL, Apple, Intel, de témoigner dans cette affaire, puis ce fut le tour d'IBM, qui a reproché à Microsoft d'avoir fait échouer son système d'exploitation OS/2, en retirant du développement commun, en attestant du fait que, même avec ses moyens financiers énormes, IBM n'est pas parvenu à développer ce produit, la presse constatant à cette occasion un mouvement général de la Silicon Valley pour souhaiter une plus grande indépendance vis-à-vis de Microsoft, comme ce fut le cs, deux décennies plus tôt envers IBM.